# 罗时钧
罗时钧（1923年—2023年1月10日），男，江西南昌人，中国空气动力学家、力学教育家，曾任西北工业大学教授、博士生导师，並編寫中華人民共和國第一部空气动力学教材。